# Jaider Romero
Jáider José Romero Romero (Valledupar, Cesar, Colombia; 22 de mayo de 1982) es un ex futbolista colombiano. Jugaba de defensa y su último equipo fue el Junior de Colombia.

## Clubes
| Club             | País     | Año         |
| ---------------- | -------- | ----------- |
| Real Cartagena   | Colombia | 2006        |
| Valledupar F. C. | Colombia | 2006        |
| Junior           | Colombia | 2007 - 2014 |

## Palmarés

### Campeonatos nacionales
| Título              | Club   | País     | Año  |
| ------------------- | ------ | -------- | ---- |
| Torneo Apertura     | Junior | Colombia | 2010 |
| Torneo Finalización | Junior | Colombia | 2011 |